# Fasciculus vesanus
Il fascicolo (Fasciculus vesanus) è un animale estinto, appartenente agli ctenofori. Visse nel Cambriano medio (circa 505 milioni di anni fa) e i suoi resti fossili sono stati ritrovati in Canada, nel ben noto giacimento di Burgess Shale.

## Descrizione
Fasciculus era apparentemente a forma di cupola, ma lo schema generale di questo animale è sconosciuto poiché l'unico esemplare noto di questa specie è incompleto lungo il lato più largo. La regione orale è sconosciuta. La specie è notevole per le due serie di file a pettine lunghe e corte, che non si rinvengono in alcuna forma simile nella documentazione fossile o tra le specie moderne.
Vi sono due tipi di file che si pensa fossero a simmetria bilaterale, e che quindi conferivano all'intero organismo una sorta di simmetria bilaterale. Un set ha 16 file a pettine, l'altro ne ha circa 64, per un totale di 80 file a pettine. Erano presenti due, forse quattro organi interni lobati, più o meno paralleli ai margini. Questi organi sono costituiti da elementi embricati e sono difficili da individuare con certezza, ma possono corrispondere a tentacoli per l'alimentazione. L'unico esemplare noto aveva un diametro di 114 millimetri.

## Classificazione
Fu Charles Doolittle Walcott a scoprire l'unico esemplare di questa specie nel 1917; tuttavia una breve descrizione avvenne solamente circa 60 anni più tardi (Simonetta e Delle Cave, 1978). L'esemplare è stato poi ridescritto più in dettaglio da Conway Morris e Collins nel 1996. Fasciculus è considerato uno ctenoforo molto primitivo, e probabilmente rappresenta un membro basale del gruppo (Conway Morris e Collins, 1996).

## Etimologia
Il nome generico deriva dal latino fasciculus ("piccolo fascio") in riferimento al gran numero di file a pettine, mentre l'epiteto specifico, vesanus, deriva sempre dal latino ("selvaggio") in riferimento all'insolita morfologia di questo animale.

## Paleoecologia
La presenza di file a pettine suggerisce che l'animale era un nuotatore attivo. La sua modalità di alimentazione è più congetturale poiché la regione della bocca non si è conservata. La possibile presenza di tentacoli, tuttavia, potrebbe implicare che questo animale era un predatore, o un sospensivoro, che si alimentava di piccoli organismi o particelle presenti nella colonna d'acqua.